# Виндгфельвайер

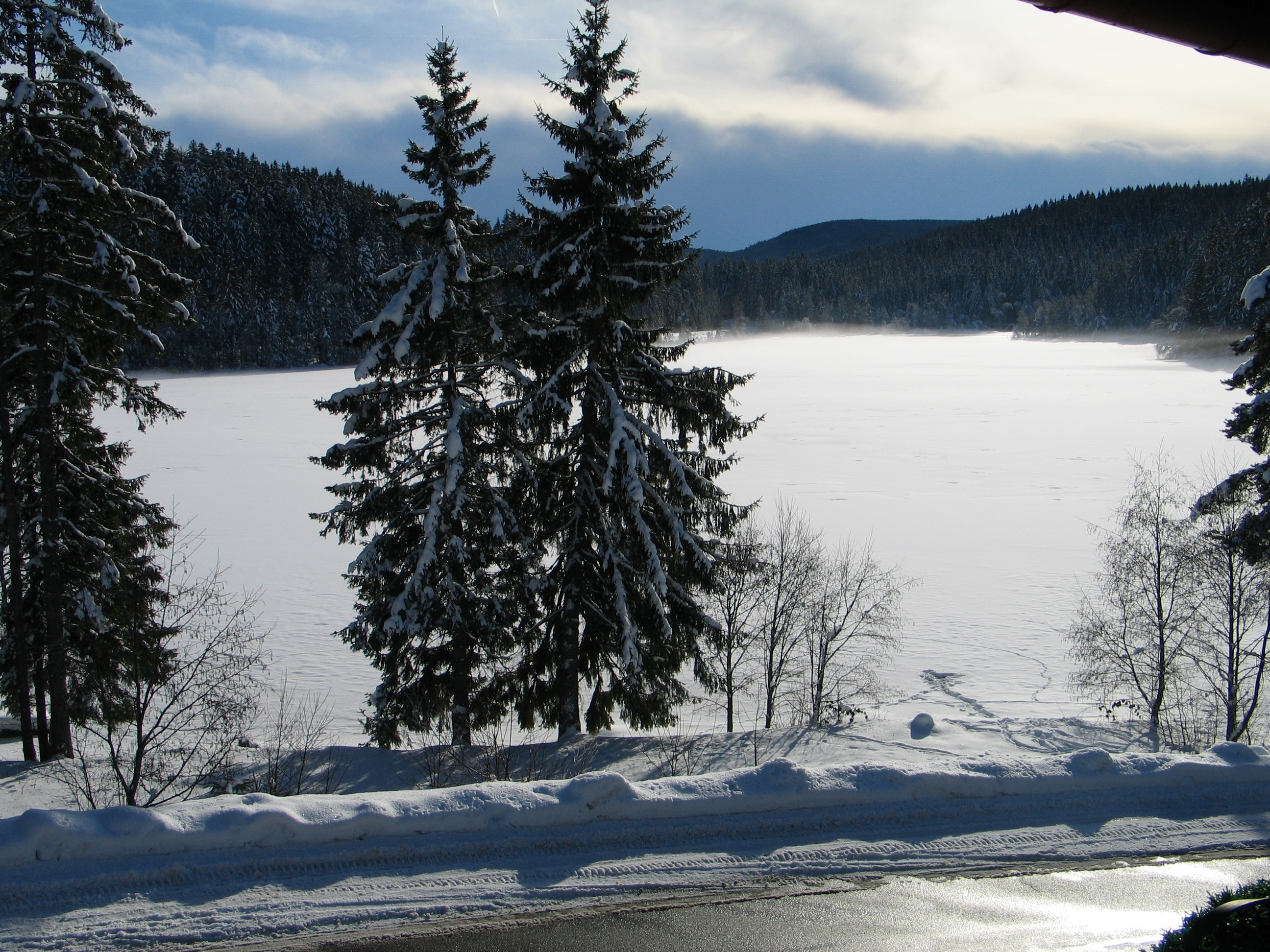
Зимний вид на озеро Виндгфельвайер

Виндгфельвайер (нем. Windgfällweiher) — небольшое озеро в Шварцвальде в германской федеральной земле Баден-Вюртемберг, расположенное между озёрами Титизе и Шлухзе. Относится к территории коммуны Ленцкирх.
Озеро практически не тронуто туристическими потоками и находится в болотистой местности с первобытным лесом. Его происхождение связано с ледниками предыдущих ледниковых периодов. В 1895 году оно было несколько расширено с северной стороны усилиями фабрики Фалькау. Озеро подпитывается ручьём Кэнербехле (нем. Kähnerbächle). Из него вытекают реки Зеебах и Ротмеербах, впадающие в соседнее озеро Шлухзе. С 1950 года Виндгфельвайер находится под охраной. Мимо озера проходит железнодорожная «Линия трёх озёр» (нем. Dreiseenbahn).
Максимальная глубина озера составляет 8 м, его длина и ширина — 700 и 400 м, соответственно. Площадь озера — около 20 га.